# كلام صدري همسي
الكلام الصدري الهمسي (بالإنجليزية: Whispered pectoriloquy)‏ هو ارتفاع صوت الهمس الذي يمكن تسمعه بواسطة السماعة الطبية من منطقة الرئة من جسم المريض.
عادة لا يمكن سماع الكلام المنطوق من الصدر بواسطة السماعة الطبية عندما يكون في مستوى الهمس. لكن عندما يكون المريض مصابا بتصلد الرئة فيمكن سماع بعض الأصوات من الرئة. السبب في ذلك يعود إلى انتقال الصوت في المواد الصلبة أو السائلة أسرع من انتقاله في الوسط الغازي. لذلك يستدل من الكلام الصدري الهمسي على وجود تصلد الرئة. تصلد الرئة يمكن أن يحدث في السرطان (صلب) وذات الرئة (سائل).